# Minh Đức Hoài Trinh
Minh Đức Hoài Trinh (tên khai sinh: Võ Thị Hoài Trinh, 15 tháng 10 năm 1930 – 9 tháng 6 năm 2017) là một nữ văn sĩ, phóng viên chiến trường người Việt Nam. Bà còn dùng một số bút hiệu khác như Hoàng Trúc, Nguyễn Vinh và Bằng Cử.

## Tiểu sử
Bà sinh ra ở Huế trong gia đình danh gia vọng tộc, dòng dõi Xuân Hòa hầu Võ Liêm - Thượng thư bộ Lễ dưới hai triều Hoàng đế Khải Định và Bảo Đại nhà Nguyễn. Thân phụ là Võ Chuẩn - Tổng đốc tỉnh Quảng Nam. Năm 15 tuổi, bà tham gia phong trào kháng chiến chống thực dân Pháp một thời gian ngắn rồi về Huế tiếp tục học. Phạm Duy kể rằng ông gặp bà năm bà 17 tuổi, đi kháng chiến ở Thanh Hóa.
Năm 1964, bà sang Pháp du học ngành báo chí và Hán văn tại trường ngôn ngữ Á Đông La Sorbonne ở Paris. Sau khi ra trường, bà làm phóng viên cho đài truyền hình ORTF (Office de Radiodiffusion Télévision Française) của Pháp kể từ năm 1967. Bà làm phóng viên chiến trường trong chiến tranh Việt Nam và được cử theo dõi tường trình Hòa đàm Paris vào năm 1972 về chấm dứt chiến tranh, lập lại hòa bình Việt Nam. Năm 1973, bà sang Trung Đông theo dõi chiến tranh Yom Kippur.
Năm 1974, bà trở về Sài Gòn và giảng dạy khoa báo chí ở Viện Đại học Vạn Hạnh.

### Đóng góp văn học
Trước tác của bà thuộc nhiều thể loại như thơ, truyện ngắn, truyện dài. Cuốn tiểu thuyết Sám hối được hãng phim Alpha dựng thành tác phẩm điện ảnh do Bích Thuận và Minh Vương thủ diễn, khá thành công.
Sau năm 1975, bà trở lại Pháp và cho xuất bản tạp chí Hồn Việt Nam. Bà cũng sáng lập Hội Văn bút Việt Nam Hải ngoại và ra sức vận động để hội được công nhận tư cách hội viên Hội Văn bút Quốc tế vào năm 1979 tại Rio de Janeiro, Brasil.
Năm 1980, bà sang Hoa Kỳ định cư tại quận Cam, California. Năm 2017, bà qua đời tại thành phố Huntington Beach, California.

## Thơ phổ nhạc
Một số thi phẩm của nữ sĩ Minh Đức Hoài Trinh được công chúng biết đến nhiều hơn khi được các nhạc sĩ phổ nhạc, chẳng hạn Phạm Duy với "Kiếp nào có yêu nhau" và "Đừng bỏ em một mình". Bài thơ "Kiếp nào có yêu nhau" được viết khoảng cuối thập niên 1950 hoặc đầu thập niên 1960, được Phạm Duy phổ nhạc thành ca khúc cùng nhan đề.
Trước năm 1975, bài hát này từng được sử dụng trong phim kinh dị Con ma nhà họ Hứa.
Năm 2016, phim Bao giờ có yêu nhau của Dustin Nguyễn lấy ca khúc trên làm cảm hứng.
Đầu năm 2022, phim điện ảnh thể loại kinh dị Chuyện ma gần nhà sản xuất ở Việt Nam, lấy cảm hứng từ các mẩu truyền thuyết đô thị, đã sử dụng ca khúc "Đừng bỏ em một mình" do Phạm Duy phổ nhạc bài thơ thể ngũ ngôn cùng tên của Minh Đức Hoài Trinh vào năm 1969, khơi lại sự quan tâm của giới trẻ Việt Nam với ca khúc này.
Nội dung của bài thơ là tiếng khóc ai oán của một cô gái trẻ vọng lên từ dưới mồ sâu gửi đến người tình của mình cùng với những chi tiết gợi hình rùng rợn về một thân xác sẽ phải trải qua khi nằm dưới đáy huyệt sâu thẳm. Xuyên suốt tác phẩm, lời van nài "Đừng bỏ em một mình..." từ thế giới bên kia nghe ai oán, tuyệt vọng. Tất cả những cảnh tượng miêu tả trong lời thơ đều do bà hư cấu khi cảm hứng chợt đến. Có giai thoại kể rằng cảm hứng đó xuất hiện lúc bà đi qua một đám tang, tuy nhiên Phạm Duy nói rằng bà lấy cảm hứng khi tham quan xác ướp phụ nữ 800-900 năm ở viện bảo tàng Louvre. Tuy nhiên, sau khi bài thơ được Phạm Duy phổ nhạc với giọng ca đầy nội lưc của ca sĩ Lệ Thu, thì lời tác phẩm càng trở nên ám ảnh và gây rung động mạnh với công chúng.
Tại hải ngoại, nhạc sĩ Phan Văn Hưng phổ nhạc cho bài thơ "Ai trở về xứ Việt" được bà sáng tác tại Paris năm 1962. Năm 1994, ca sĩ Khánh Ly ra album Ai trở về xứ Việt.

### Tác phẩm
- Lang thang, 1960
- Thư sinh, 1962
- Bơ vơ, 1964
- Hắn, 1964
- Mơ, 1964
- Thiên nga, 1965
- Hai gốc cây, 1966
- Sám hối, 1967
- Tử địa, 1973
- Trà thất, 1974
- Bài thơ cho ai?, 1974
- Dòng mưa trích lịch, Bruxelles, 1976
- Bài thơ cho quê hương, Paris, 1976
- This Side The Other Side, 1980
- Bên ni bên tê, 1985
- Niệm thư 1, 1987
- "Niệm thư 2", 1988
- Biển nghiệp, 1990